# Hotel de Villebresme (Blois)
El Hotel de Villebresme, más conocido como Casa de Denis Papin (en francés: hôtel de Villebresme o maison de Denis Papin), se ubica en la ciudad de Blois (Francia). Figura en la base de datos Mérimée del Ministerio francés de Cultura, y desde 1928 el edificio está catalogado como monumento histórico.

## Historia
La casa data de finales del siglo XV y es de estilo gótico. Fue construida para uno de los miembros de la familia Villebresme, propietaria del castillo de Fougères-sur-Bièvre. No fue antes de los años 1900 cuando este hotel recibió el nombre de Casa de Denis Papin en las guías turísticas, aunque no es seguro que Denis Papin viviera realmente allí. El Hotel de Villebresme fue declarado monumento histórico por orden de 28 de diciembre de 1928. En la actualidad es propiedad privada.

## Arquitectura
La casa se distingue por su planta: dos edificios se sitúan a ambos lados de la calle, y la originalidad del edificio reside en su pasarela de madera, que los conecta en la primera planta. El edificio principal, situado en el lado sur de la calle, tiene un piso de entramado de madera con ménsulas en la planta baja, que comunica con la galería.
El puente tiene una ventana con portaluz a cada lado en forma de cruz latina. Las ventanas están molduradas y decoradas con cul-de-lampe (ornamento que recuerda la parte inferior de una lámpara de iglesia).
En las ménsulas del puente hay esculturas de pequeños acróbatas. En el extremo del alero, una viga horizontal del muro de la fachada sur, se puede ver un engoulant.

## Galería de imágenes

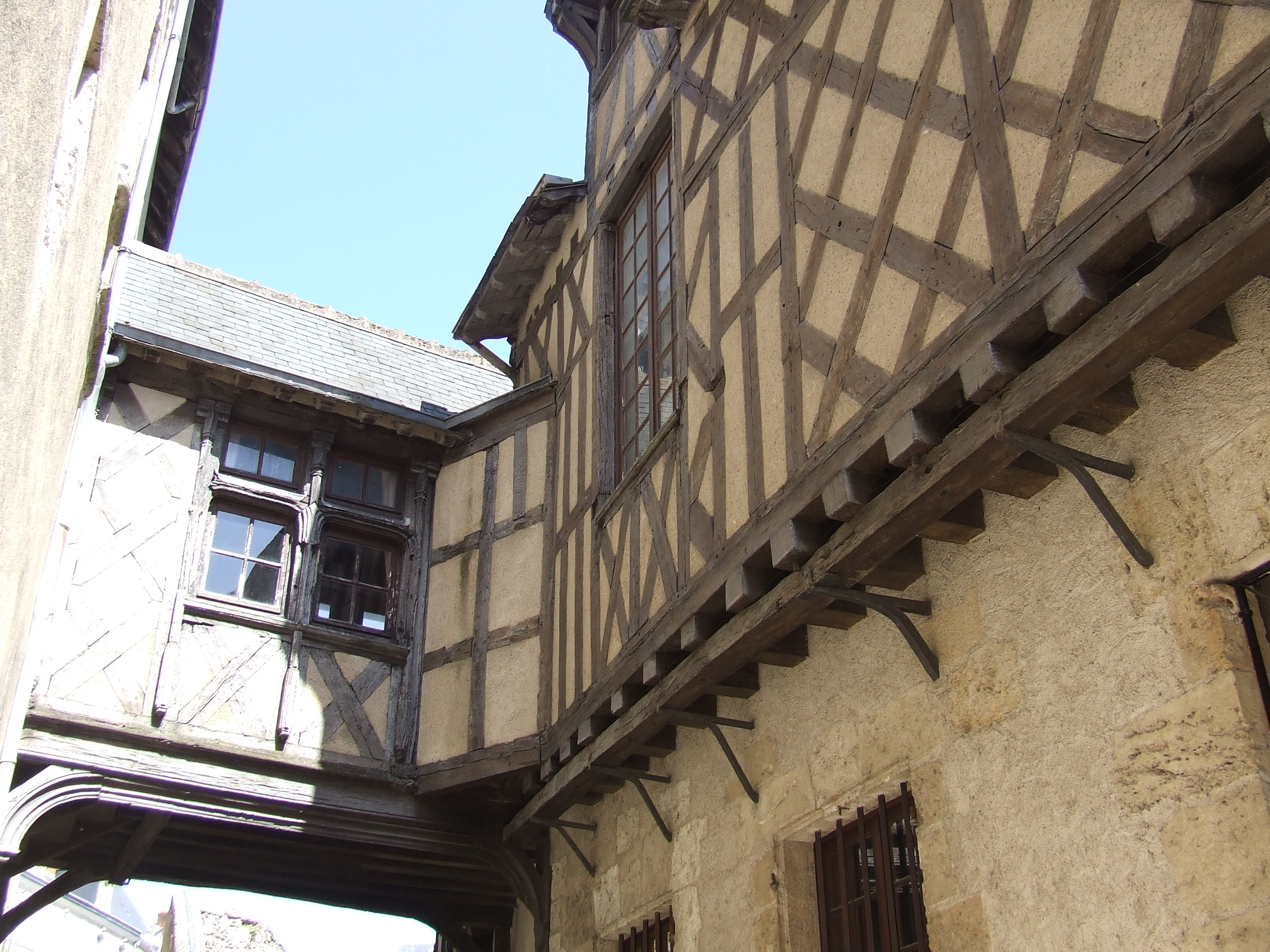
La casa de Denis Papin.
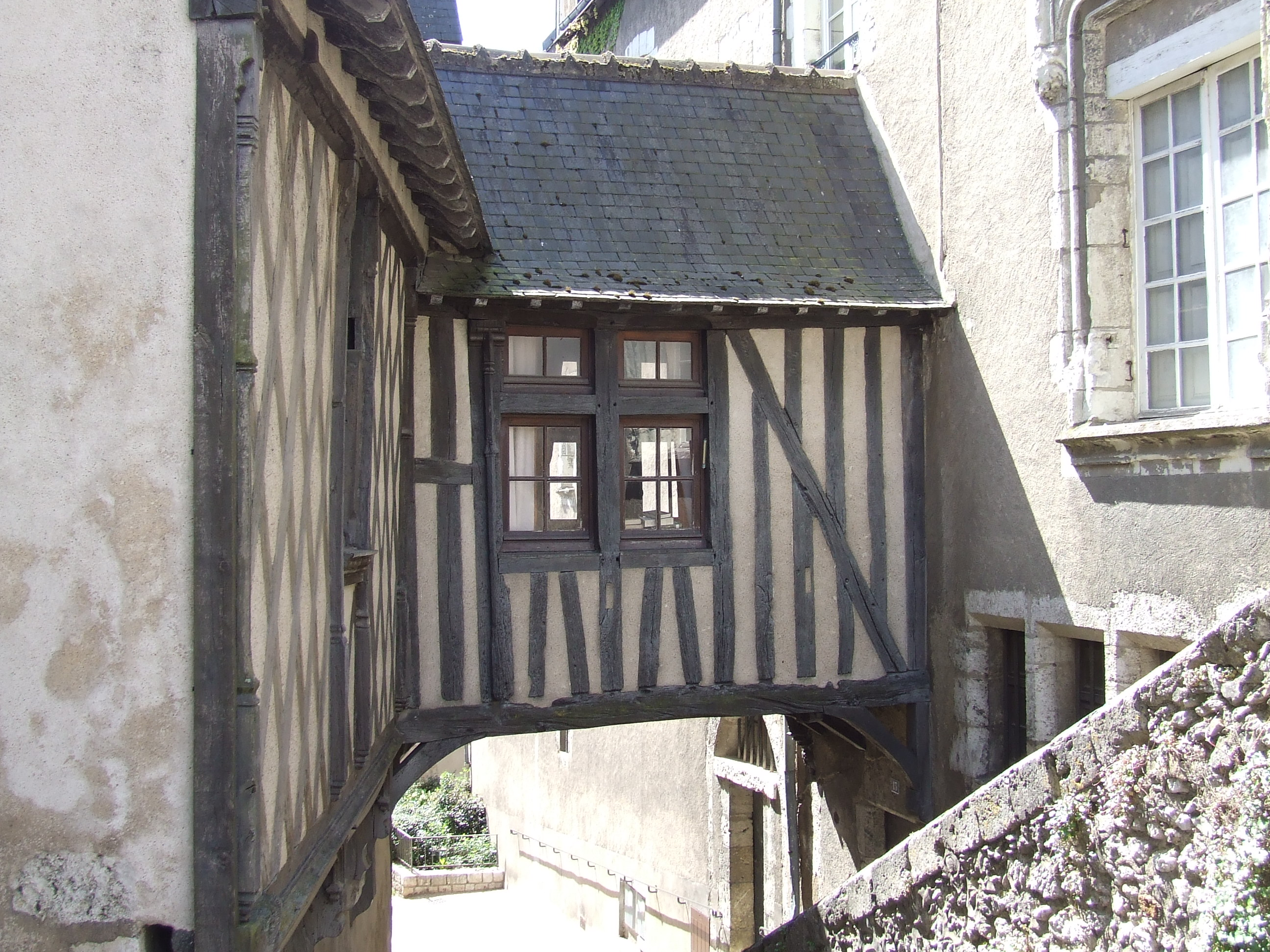
La ventana con portaluz.
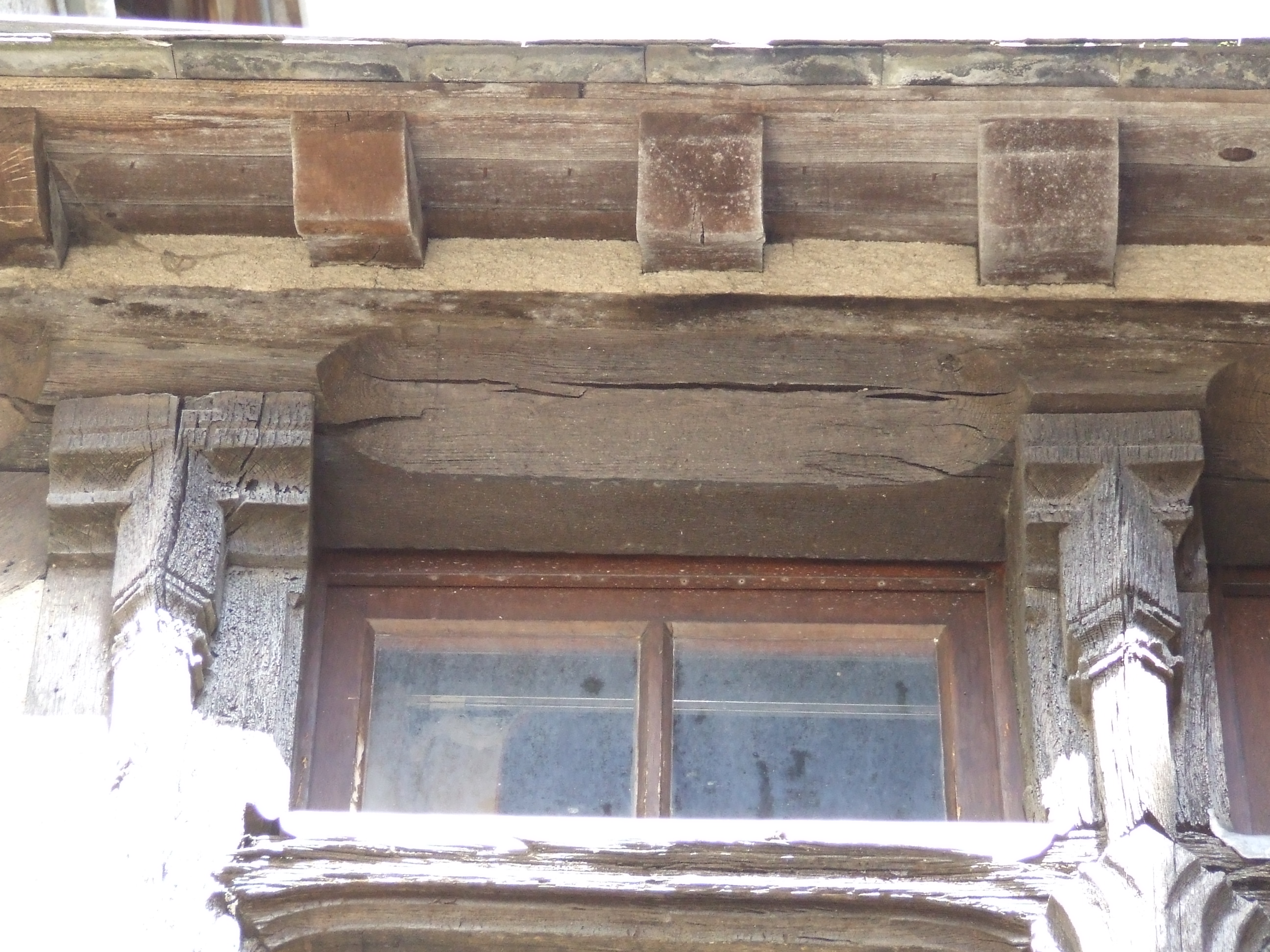
Un cul-de-lampe.
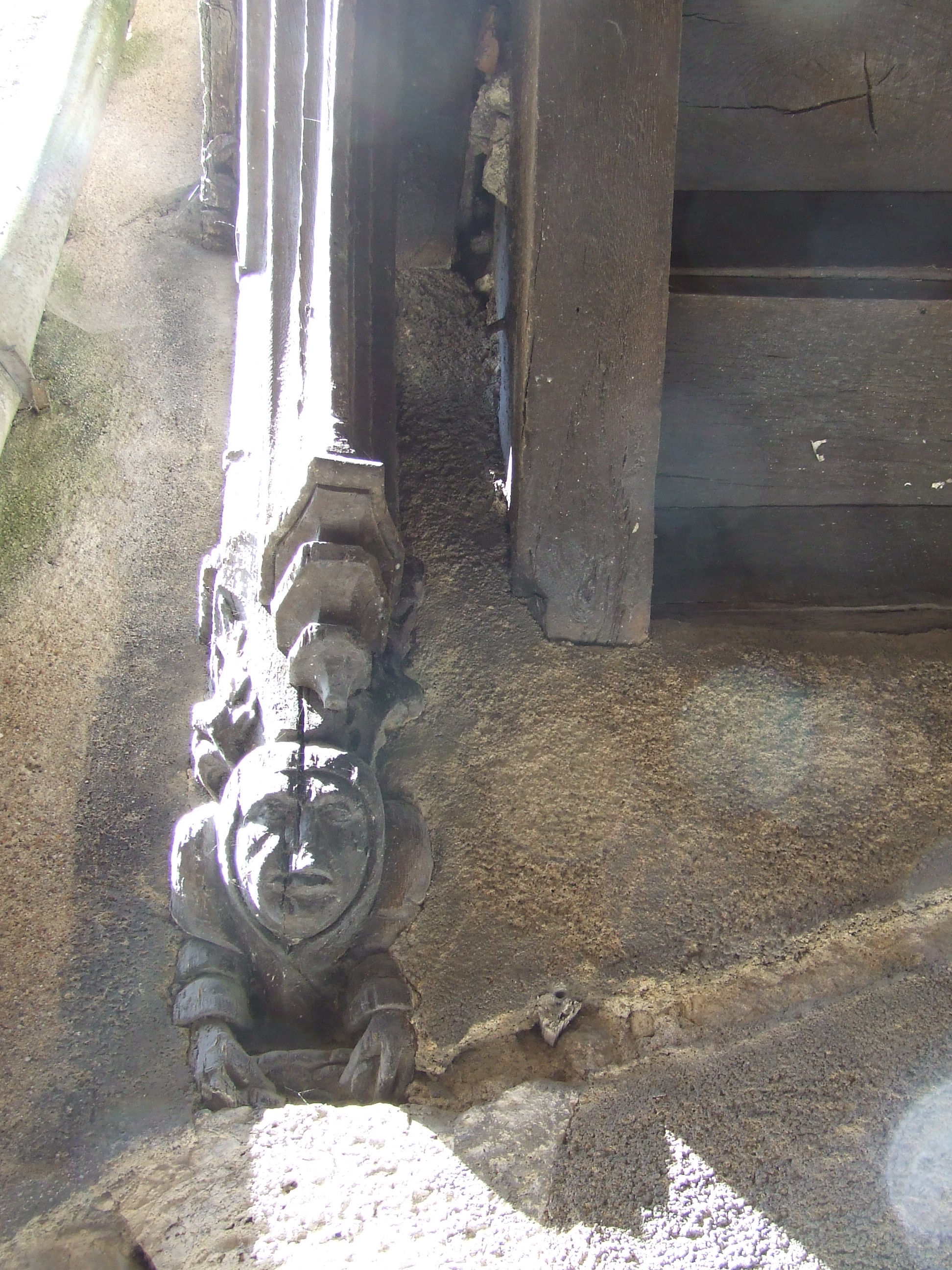
Los acróbatas.
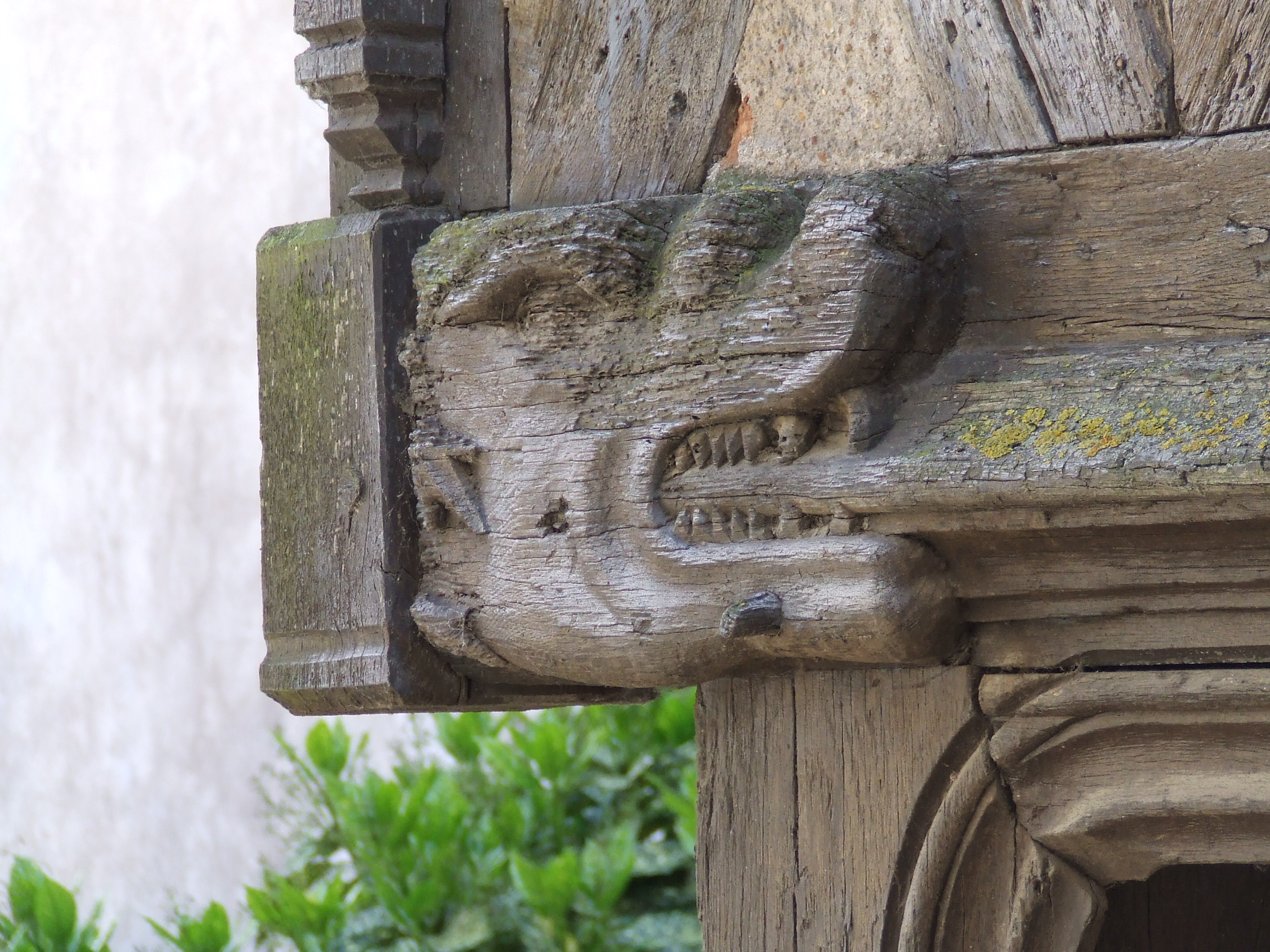
Un engoulant.